# رشاد عزیزلی
رشاد عزیزلی (ترکی آذربایجانی: Rəşad Əzizli؛ زادهٔ ۱ ژانویهٔ ۱۹۹۴) بازیکن فوتبال اهل جمهوری آذربایجان است.
از باشگاه‌هایی که در آن بازی کرده‌است می‌توان به باشگاه فوتبال سیمرغ زاقاتالا اشاره کرد.
وی همچنین در تیم‌های ملی فوتبال تیم ملی فوتبال زیر ۱۷ سال جمهوری آذربایجان و تیم ملی فوتبال زیر ۱۹ سال جمهوری آذربایجان بازی کرده‌است.